# Karol Podgórski
Karol Podgórski (ur. 18 stycznia 1918 w Nowym Sączu, zm. 27 lutego 1990 w Krakowie) – polski aktor teatralny i filmowy.

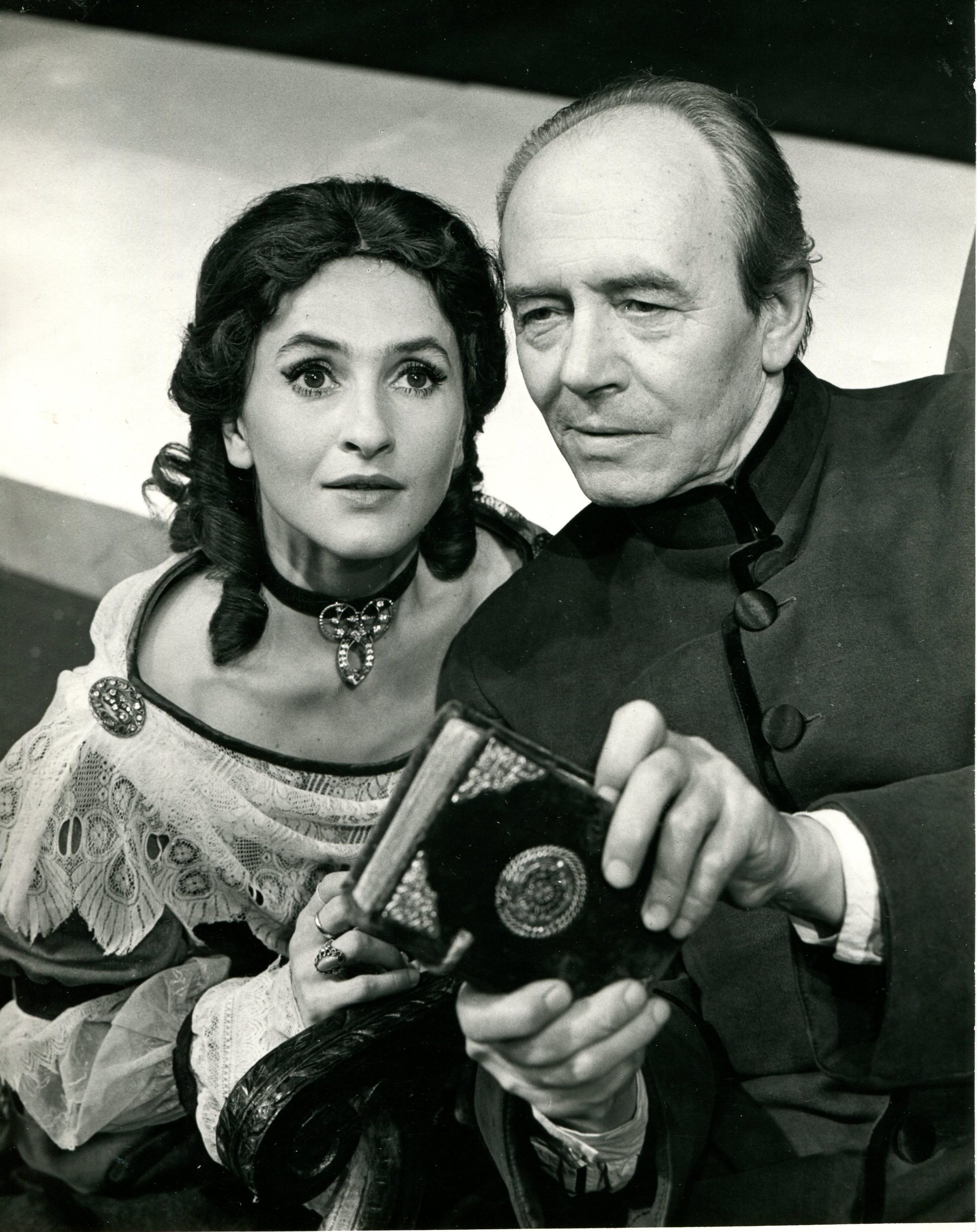
Karol Podgórski w roli Świętoszka Moliera, na zdjęciu z Jadwigą Leśniak-Jankowską, Teatr im. J. Słowackiego (1982). Autor fot. W. Plewiński

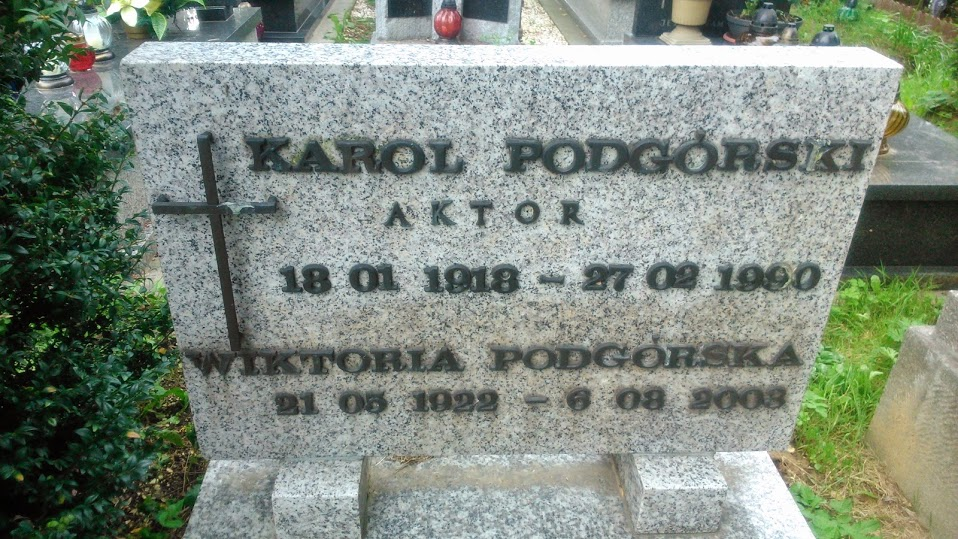
Grób Karola Podgórskiego na cmentarzu Rakowickim w Krakowie (część przy ulicy Prandoty)

## Życiorys
Debiutował w czasie wojny na scenach Teatru Młodego Widza w Wilnie (1940). Był słuchaczem studia dramatycznego pod kierunkiem Mieczysława Szpakiewicza w Wilnie. 
Po wojnie występował w krakowskich teatrach:
- Teatr im. Juliusza Słowackiego (1945–1946 i 1953–1989),
- Teatry Dramatyczne (1946–1953),
- Teatr Nurt w Nowej Hucie (1952–1953).

Zmarł w Krakowie. Pochowany na cmentarzu Rakowickim (kwatera LXXXIX-4-20).

## Odznaczenia
- Medal 10-lecia Polski Ludowej (28 stycznia 1955)[2].

## Nagrody[3]
- Nagroda Wojewódzkiego Wydziału Kultury i Sztuki w Krakowie za osiągnięcia artystyczne (1946),
- Nagroda  Centralnej Rady Związków Zawodowych za całokształt pracy teatralnej z zespołami amatorskimi (1953).

## Filmografia (wybór)
- 1951: Gromada − Paweł
- 1955: Podhale w ogniu
- 1958: Pigułki dla Aurelii
- 1961: Nafta − leśniczy Józef
- 1974: Opowieść w czerwieni − Pajda
- 1977: Polskie drogi − Profesor UJ (odc. 2)
- 1980: W biały dzień
- 1984: Rozalka Olaboga − doktor (odc. 3−6)
- 1986: Blisko, coraz bliżej − ksiądz (odc. 13 i 15)

## Teatr Telewizji
Ma na koncie udział w kilkunastu spektaklach Teatru Telewizji. Zagrał m.in. jedną z głównych ról w sztuce Niebezpiecznie panie Mochnacki. Ma na koncie także rolę Ignacego Paderewskiego w sztuce Polski listopad.